# Wapanucka
Wapanucka é uma cidade  localizada no estado norte-americano de Oklahoma, no Condado de Johnston.

## Demografia
Segundo o censo norte-americano de 2000, a sua população era de 445 habitantes.
Em 2006, foi estimada uma população de 436, um decréscimo de 9 (-2.0%).

## Geografia
De acordo com o United States Census Bureau tem uma área de
1,7 km², dos quais 1,7 km² cobertos por terra e 0,0 km² cobertos por água.

## Localidades na vizinhança
O diagrama seguinte representa as localidades num raio de 24 km ao redor de Wapanucka.